# 최동준 (1976년)
최동준(1976년 ~ )은 대한민국의 기업인이다.